# Tomaž Faganel
Tomaž Faganel, slovenski muzikolog in pedagog, * 1951.
predava na Oddelku za muzikologijo Filozofske fakultete Univerze v Ljubljani.
Prejel je Mantuanijevo nagrado za življenjsko delo (2025).